# Isabel González Morales
Isabel González Morales (Caracas, 1960) es una pintora española afincada en la localidad tinerfeña de San Cristóbal de la Laguna.

## Biografía
Aunque vivió su infancia en Santa Cruz de Tenerife, desde muy joven vive en la ciudad del Adelantado (La Laguna), dónde reside. Se licenció en Bellas Artes y se graduó en Historia del Arte por la Universidad de La Laguna (1982). Tiene un recuerdo especial para sus profesores: Pedro González, Rafael Delgado, Maribel Nazco, Enrique lite y Ezquerro entre otros. Completó su formación artística en diversos museos europeos y especialmente en Roma.
El arte es un camino privilegiado en el que se hacen presentes y sensibles muchas cosas que van más allá, que nos hablan de la belleza y que en su ejecución también nos llevan hacia la verdad"
Trabaja entre otros géneros, sobre todo el retrato que concibe como una representación de la verdad. Su fuente de inspiración principal es la pintura religiosa ya que ésta comprende gran parte de su obra, aparte de los paisajes y bodegones.

## Obra artística
En su obra pictórica destaca una pintura al óleo compuesto por cinco lienzos de Cristo en forma de cruz, de 243 cm de altura, que se encuentra en la Catedral de San Cristóbal de La Laguna. La obra se realizó para una exposición en la Casa de los Capitanes con motivo de la festividad del Santo Cristo, que se celebra anualmente en el mes de septiembre. Dicha obra forma parte de una serie de doce cuadros realizados en torno a la imagen del Cristo: uno de los cuales se encuentra en la Pontificia, Real y Venerable Esclavitud del Santísimo Cristo de La Laguna y otro en el santuario del Cristo de La Laguna.
También ha realizado multitud de cuadros al óleo que representan a la Virgen en diferentes advocaciones destinados a diversas iglesias y museos.Una de sus obras fue la base del cartel anunciador de las celebraciones en honor a Nuestra Señora del Rosario, que se celebraron en la Iglesia de Santo Domingo de Guzmán que se encuentra  en San Cristóbal de La Laguna (octubre de 2024).
Su arte sacro se nutre de la tradición académica para expresarse libremente con el color, que recuerda a las tallas barrocas. Las técnicas que emplea en sus obras son una expresión artística y una forma de vivir de fuente contenido espiritual. Su arte, de carácter intimista, representa escenas realistas remarcadas por la cotidianidad.